# Pegambiran
Pegambiran is een bestuurslaag in het regentschap Kota Cirebon van de provincie West-Java, Indonesië. Pegambiran telt 20.363 inwoners (volkstelling 2010).